# 山田政美
山田政美（やまだ　まさよし、1937年10月-　）は、日本の英語学者、島根大学名誉教授。
1959年島根大学教育学部英語科卒業、78年カンザス大学大学院教育学研究科修士課程修了。島根大学教育学部助教授、教授、2000年定年退官、名誉教授、島根県立大学教授、07年退職。

## 著書
- 英語語法・あ・ら・かると 文建書房 1973
- 現代アメリカ語法 フィールドノート 研究社出版 1982.6
- アメリカ英語の最新情報 研究社出版 1986.8
- アメリカ英語文化の背景 研究社出版 1991.6
- 現代アメリカ英語を追って こびあん書房 1993.11

## 共編著
- 事典/危険な英語 エリザベス・ビューラー共著 荒竹出版 1981.6
- 英和商品名辞典 研究社 1990
- 研究社現代英米語用法事典 安藤貞雄共編著 研究社 1995.2
- TOEICリーディングがこんなに分かる本 G.ストリッカーズ共著 ユニコム 1995.5
- 最新英和メディカル用語辞典 田中芳文共編 講談社インターナショナル 2000.11
- TOEIC testリーディング7読解問題 G.Stricherz共著 UNICOM 2001.9
- 医療英語がおもしろい 最新medspeakの世界 田中芳文共著 医歯薬出版 2006.4

## 翻訳
- 英語スラング辞典 リチャード・A.スピアーズ編 研究社出版 1989.4